# Barbus paludinosus
Barbus paludinosus és una espècie de peix de la família dels ciprínids i de l'ordre dels cipriniformes. Viu a des d'Etiòpia fins a Angola i KwaZulu-Natal (Sud-àfrica), incloent-hi l'Àfrica central i l'oriental. Els adults poden assolir 15 cm de longitud.